# Bonaventura Frigola i Fajula
Bonaventura Frigola i Fajula (Castelló d'Empúries, 23 d'octubre de 1835 - Santa Coloma de Farners, 22 de desembre del 1899) fou un músic, compositor, violinista, director i professor de música català. Els seus pares eren procedents de Castelló d'Empúries, era germà del músic Narcís Frigola i Fajula i cosí del músic Bonaventura Frigola i Frigola.

## Biografia
Era fill de Josep Frigola i Carreres, músic, i d'Anna Fajula i Casellas, ambdós nascuts a Castelló d'Empúries. Era germà de Narcís Frígola i Fajula i cosí de Bonaventura Frigola i Frigola. Va aprendre les seves primeres lliçons amb els mestres Jaume Joan Lleys i Josep Anglada, i de violí amb el seu tiet, Ramon Frigola i Carreres. El 1859 dirigia l'escola de Música de Banyoles, fins que va ser clausurada el 1873 a causa de la proclamació de la Primera República Espanyola i l'esclat de la Tercera Guerra Carlina.
El 12 de març de 1867 es casà a l'església de Santa Coloma de Farners amb Teresa Masferrer i Martí, natural de l'Esparra amb qui tingué un fill el 1868, Eduard Frigola i Masferrer, també músic.
El 1872 fou contractat per la junta del Casino Farnense per a tocar-hi el piano.
Cap al 1875 es va traslladar a Santa Coloma de Farners on dirigí la capella de cant de la parròquia, que va intentar reestructurar. A més, el 1895 creà una cobla amb els músics més prometedors de l'entorn, anomenada La dels músics petits, per no ser confosa amb aquella històrica de la població, de nom La Farnense.

## Obra
A més de compondre algunes sardanes com Pomada Pancho, La resurrecció dels morts i La Xarlatana, va ser l'autor de L'himne de Nostra Senyora del Camp de Garriguella, amb lletra de Ramon Bassols. També va fer un arranjament, al qual canvià la instrumentació, d'un Miserere anònim a quatre veus que es féu molt popular i es continuà interpretant fins al segle xx a Santa Coloma per Setmana Santa, durant l'Ofici de Tenebres i el Divendres Sant.
Algunes de les seves obres es conserven als fons musicals de la Catedral de Girona (GiC), de la Basílica de Castelló d'Empúries (I) (CdE) i de l'Església Parroquial de Sant Esteve d'Olot (SEO).